# 로카몬피나
로카몬피나(이탈리아어: Roccamonfina)는 이탈리아 캄파니아주 카세르타도에 있는 코무네이다. 나폴리로부터는 북서쪽으로 60km 카세르타에선 북서쪽으로 40km 거리에 있다.

## 역사
이 화산지역에서는 아우소니나 아우룬치인들의 정착지의 흔적들로 기원전 5-6세기 경의 다각형 벽들이 있다. 발견된 동전들이나 비문을 통해서 비록 이 마을이 역사적으로 언근된것은 가장 최근이 10세기 경이지만 이 도시에 3세기 전에 사람이 거주했었다는걸 증명한다.
중세시대에는 부르봉 왕가와 양시칠리아의 지배를 받았었다.